# 宾兴馆
宾兴馆是一座位于中华人民共和国广东省惠州市惠城区的四合院:52，总建筑面积约为2,150平方（23,100平方英尺），于清道光六年（1826年）动工兴建，道光八年（1828年）十一月建成:53。
该建筑兴建的目的是为了资助惠州府的秀才参加乡试及会试；目前，该建筑是惠州古代科举制度陈列馆的馆址。1990年7月，惠州市人民政府公布其入选第三批惠州市文物保护单位。2015年12月10日，广东省人民政府公布其升格为第八批广东省文物保护单位。

## 背景
宾兴馆的名称“宾兴”取自《周礼·地官·大司徒》“以乡三物教万民而宾兴之”，在周朝是指从各地小学中推举贤能者，并以“上宾之礼”升入国学的行为。科举制确立后，古代地方官员会以效仿古乡饮酒礼的方式设宴招待参加科举考试的士人，此即被称为“宾兴”，随后该词又被引申为乡试的代称。到了清朝，“宾兴”被用来指代地方成立专事资助科考士子的基金组织，并从事有关活动的行为。
清朝的宾兴事业十分兴盛，其中广东的宾兴事业起步较早，并修筑了不少专用于乡试及会试宾兴的建筑。彼时，广东大约有5个州县建立了“宾兴馆”，但在百余年之后，惠州宾兴馆成为了广东省唯一保存得较完整的“宾兴馆”。

## 基本情况

### 地理位置
按《宾兴馆碑文》所载，宾兴馆兴建之初所处的位置有着“背靠方山，前临池塘，远眺尖峰”的自然环境，其中的“方山”大约是现今丽日湖畔生活所处的位置，而池塘则在1960年代被填平。
另外，该位置在当时亦具有浓郁的文化气息：左侧为惠州试院（今惠州市第十一小学校本部），惠州府生员皆在该处进行考试；右侧为文兴街，街边商号大多售卖书籍及文房四宝。:91

### 构造及设施
宾兴馆是一座“进深三座，面阔三间”的三堂四横屋封闭式四合院，主体为一层楼，局部两层。该建筑坐北朝南，平面呈长方形。该建筑主体结构总体布局为“正三堂两横屋、正中三进三井八房屋”，被分为三部分，分别为中轴线建筑及其厢房、东横屋、西横屋，三者以备弄分隔；主体结构左侧布置若干长房屋，右侧则布置若干两进屋:90。建筑风格上，宾兴馆融合了广府、福佬、客家等文化的元素；材料及工艺方面，该建筑主要是以青水墙砌筑，并在屋面铺设灰瓦及绿色琉璃瓦滴水；正面大门、墙身的主要材料为花岗石，正脊、垂脊装饰有博古纹及夔纹。
宾兴馆正面开有三个门，正中大门横额上有石质阴刻“宾兴馆”三字，每字径向长度为50（20英寸），但在“文化大革命”期间被覆以水泥沙浆。
宾兴馆中路第一进天井的右侧墙壁上有两块宽0.7（2英尺4英寸），高1.2（3英尺11英寸）的石碑:53:92。其中一块为《宾兴馆碑记》，记载了宾兴馆的修筑记事及基本情况，并列出为修建该馆捐款超过一百两银子的人物的姓名；另一块则是《宾兴馆条约》。这两块石碑上的文字绝大多数都清晰可辨，因此被后世认为是研究科举制度的珍贵实物资料，同时亦被惠州市视为申报国家历史文化名城的重要文物:92。除此之外，馆内还有两座同样保存完好的石碑，分别立于清同治二年（1863年）及宣统三年（1911年），记载了宾兴馆在开馆数十年后虽已入不敷出、难以为继，但仍持续捐资助学的事迹。
另外，该馆第三进供奉了文昌帝和关公，左侧建有魁星阁供奉魁斗星君，且“前面案山，右有榜岭耸峙”，故该馆在堪舆学中被认为是具有“振兴文运”的风水格局。
在宾兴馆修缮之前，以上结构仅有大门、中座及左右厢房保存得较为完好；其余建筑中，中路第三进在抗日战争时期被侵华日军飞机炸毁，其他部分则在居民经年累月的不合理修葺及改装下变得面目全非。后来，在2010年代末期的修缮工程中，宾兴馆的中路第三进被重建，其余部分亦获相关部门按原貌进行修缮。

### 意义
宾兴馆被认为是清朝中后期惠州地区的建筑技术、科学技术、文化艺术、社会政治、生产力发展水平及经济状况的重要反映，同时亦被视为研究清朝惠州地区民居建筑样式的重要实物资料:90。另外，由于宾兴馆收取的租金会有一部分被用于资助当地生员参加科举考试，故该建筑还经常被作为科举制度的副产品看待:54，以及被形容为明清时期惠州地区民间捐资助学之风的代表事物。清华大学建筑学院教授陈志华甚至在2005年10月考察该建筑时，形容其为中国乡土建筑中“最能反映古代科举制度的古建筑之一”:92。
在宾兴馆落成前的二百年时间内，惠州府总共产生9名进士及145名举人。而在宾兴馆落成至科举制被废除的七十余年时间内，惠州府便产生了6名进士及78名举人，产生速度有了较大幅度的增加。因此，宾兴馆的兴建亦被认为是促进、激发了当地士子发奋学习、追求功名的欲望及决心。

## 历史

### 1826年－1905年
科举制度存续期间，各地生员、举人赴省城或京城参加科举考试时，即使有官府补贴的公车费，亦仍有可能面临路费不足的问题。有鉴于此，惠州各乡绅士在岁贡黄锡圭的倡议下，于清道光六年（1826年）筹资逾六千两银子及逾两千银元，购得位于塘尾街的一幅地皮，用以兴建馆舍来资助当地生员:53。宾兴馆在兴建过程中，曾因一些原因停工半年，最终在惠州府知府达林泰及归善县县令于学质的支持下，该馆于道光八年（1828年）四月恢复建设，并于十一月落成。

### 1905年－2010年
随着科举制度的废除，宾兴馆亦逐渐被废弃；之后，在抗日战争时期，该馆遭到侵华日军飞机轰炸。惠州解放后，该馆于1950年代被收归国有，其产权被划转至当地环卫部门，该部门遂将其作为职工宿舍使用。此后的数十年时间内，宾兴馆经历了多次局部拆建；而到了“文化大革命”时期，该馆甚至被传出要拆除的消息，但未果。1990年，该馆被纳入第三批惠州市文物保护单位。
2002年，丽日企业集团将该馆所处的土地划为丽日购物广场第二期工程的建设用地，规划部门在未有知会文物部门的情况下批准了有关规划案，引发文物部门及当地市民的不满。最终，该工程改为在江北建设，宾兴馆亦因此得以保存下来。
2009年，惠州市环卫局对该馆进行了部分改造，对老化电线进行了更换，以提升其消防安全水平。

### 2010年后
2010年7月23日，惠州市文化广电新闻出版局在惠州博物馆召开宾兴馆保护利用研讨会，与会者皆认为该馆为广东省内罕有的清朝民办助学机构，且主体结构尚算完整，并有极高的文物价值及学术研究价值；同年，该局拟定了《惠州市宾兴馆保护与利用规划整治方案》。2011年1月，惠州市文化广电新闻出版局局长罗川山在接受传媒采访时，指该馆的修缮计划已被列为惠州市“十二五”期间文物保护方面的重点任务。
2013年5月，惠州市住房和城乡规划建设局、惠州市文化广电新闻出版局公布了《宾兴馆保护整治规划（草案）》，提出恢复宾兴馆原貌、划定保护区域及利用现时馆舍设立古代科举制度博物馆等数个项目。该份规划最终在无异议的情况下通过公示环节。2017年6月3日，宾兴馆抢救维修工程正式动工。2019年1月30日，工程正式完工，并开放部分区域供民众参观。12月，该馆正式全面对外开放参观。
2015年9月24日，宾兴馆入围第八批广东省文物保护单位拟推荐名单。12月10日，宾兴馆正式入选第八批广东省文物保护单位。

## 运作

### 规约
宾兴馆的运作、管理规定等事项被体现在《宾兴馆条约》中：条约的序言阐明建馆目的及建设历程:53，行文严谨，情文并茂，可被视为举办者写给生员的公开信；正文列条约有八，概括为“先敦孝弟”“早完国课”“谨守国法”“杜迹衙门”“和解争讼”“佽助科费”“区分奖赏”“秉公办理”，一方面规范及约束生员的行为，另一方面列明该馆的经营管理方案。
在规范、约束生员行为方面，有关内容与当时各地学宫皆有的《卧碑》（即清政府颁布的学规）几无差异。同时，《条约》有六条条款涉及“扣除科费”：
|                  | ——孝弟，必先敦也……如有忤逆父母，欺凌兄长者，扣除科费。 ——国课宜早完也……倘有抗粮不纳，顽然化外者，扣除科费。 ——国法宜谨守也……子弟为匪作恶，甚而拜盟结党大逆，必时时查察，遇此等辈，又禁之不可，即传知鸣，官究治，勿稍容隐。如有自犯此法，及隐忍不守者，扣除科费。 ——衙门宜杜迹也……至于把持衙门、蔑视官长，尤为风俗之害，若此等人，我当鸣鼓攻之，扣除科费。 ——争讼宜和解也……如有唆讼包讼者，扣除科费。 …… ——办理宜秉公也……务听众公举公事公办，勿私肥入己，私做人情，致坏美举。如有此弊，众共斥之，其子弟永远扣除科费…… |
| ——《宾兴馆条约》 | |

可知该条约强调生员须及时缴纳课税、公粮，遵守国法，不得有干预政治、抵抗朝廷等行为，否则其所获资助将被扣减，乃至“鸣官究治”。

### 经营管理
宾兴馆的经费来源有二，一是出租馆内房屋获得的利息，二是捐款；经费用途则以资助考生为最主要项目，另外还包含奖赏捐款者、举办活动等，亦有一部分会被发给主要管理人员。
资助考生方面，逢乡试举办的年份，惠州府及归善县应试的生员合共可从租金中分得两百银元的路费，平均每人约得十银元；逢会试举办的年份，府、县的举人每人则能从中获得五十银元路费:53：这些路费被认为是官府发放的“宾兴费”“公车费”的补充。另外，《宾兴馆条约》不仅列出资助费用数额及扣除资助费用的条款，还载明有关资助费用领取、奖赏管理、宾兴馆本身管理等方面的规定。
奖赏捐款者方面，对于所有捐款者，凡捐款十两银子即分得花红一份，捐款二十两则得两份，以此递增。如捐款者被选为廪生，则每份花红为一银元；升为贡生的，每份花红为二银元；如通过乡试，则是每份四银元；通过殿试，则为每份八银元；若被“点词林卫侍卫”，则达每份十二银元。:54
在宾兴馆建成后约30年时间内，惠州的科举进入了鼎盛期，随后情况急转直下。馆内的一块立于清同治二年二月初四（1863年3月22日）的碑记载了当时的情况，指当时出租收取的利息已经不多，难以支付宾兴礼、赏典、祀典等诸多活动的费用，故停止发放除上述花红之外的其他费用。随后，于科举制已经被废除的宣统三年（1911年）五月，宾兴馆再立碑文，表明举办方已处于入不敷出的状态，并停止一切资助及奖赏方面的支出。这些文字记录亦被认为是证明了宾兴馆虽然从1860年代起开始出现财政问题，但仍然坚持捐资助学，甚至在科举制度被废除后仍然能继续运作，发挥应有作用。

### 其他
除了资助考生，该馆还会在考试期间接待在当地考试的人士入住。

## 保护及利用

### 保护及修缮

#### 对建筑物及周边环境的修缮整治
由于惠州的气候条件常年湿润，截至2010年代初期，该建筑的砖瓦结构大多已经风化，逢雨必漏；木质结构大多已经处于高度腐朽状态，虫蛀、蚁害现象十分常见。其次，出于个人审美、改善生活条件或安全方面的原因，居于该建筑内的居民已自发对建筑进行了大量的局部改造，导致其原有的风格、特色无从显现:92。有鉴于此，对宾兴馆进行全面修缮、整治的呼声长期存在。
在惠州市住房和城乡规划建设局、惠州市文化广电新闻出版局于2013年5月共同发布的《宾兴馆保护整治规划（草案）》中，宾兴馆被定位为“古代科举制度博物馆，金带街历史文化街区重要的历史文化载体和人文景观节点”。该份草案同时列出如下方案：
- 根据“修旧如旧”原则对宾兴馆进行整体修缮，包括重建于抗日战争期间被炸毁的中路第三进建筑
- 将主体结构外墙6米范围内区域划为“不得改变文物原状，不得破坏文物建筑及其附属物，不得修建其它无关建设工程”的区域
- 在修缮后的宾兴馆内设置古代科举制度陈列馆
- 在正门出入口附近区域会预留供市民参观的空间，并在其两侧修筑与该馆风格相称的传统风貌建筑
- 在主体结构东西两侧新增非机动车车棚
- 借助上述措施，构建数条3-5米宽的街巷，以形成“小尺度，小街巷”的整体布局

修缮后的宾兴馆总占地面积为1198平方米，建筑面积为2150平方米。预算方面，该次规划案总投资为人民币1.2亿元，实际使用约9300万元。
上述方案出台后，宾兴馆修缮项目又经历了数次工期调整：工程原定于2015年9月动工，2016年5月竣工，但由于项目用地征拆工作2015年12月才告启动，故修缮工程的动工日期被押后至2016年11月。在有关征地工作于2016年7月完成后，该修缮项目最终于2017年6月3日正式动工。

#### 馆内居民安置
宾兴馆内居民的安置问题被认为是制约宾兴馆修缮计划的一个重要因素。截至2015年，宾兴馆内仍居住有27户居民，馆门前亦有2户人家居住，当中有一户属于惠州市木器厂，余下的则为环卫系统职工宿舍。事实上，该建筑内的居民皆知晓其住所属于文物保护单位，且绝大多数都希望早日搬离此地，但同时亦担忧从该馆搬离后无处安置，或是无力支付廉租房的租金。此外，惠州市文化广电新闻出版局曾在2011年就宾兴馆内住户的安置问题召开协调会，但未能取得任何成果。
2012年，惠州市取消了公租房申请者收入条件限制；因此，惠州市环卫局在《宾兴馆保护整治规划（草案）》公示期结束后接受传媒采访时称，馆内住户相信皆可申请入住公租房。2014年9月22日，惠州市环卫局正式对宾兴馆住户发布准备搬迁通知。2015年7月15日，惠城区人民政府在《惠州市宾兴馆保护整治工程项目国有土地上房屋征收补偿安置实施方案》中明确，本次工程征拆范围内的住户（包含上述宾兴馆内外29户居民）会被分流至江北12号小区及河南岸39号小区居住，这意味着宾兴馆居民安置问题终于获得解决。

### 现时利用情况
现时的宾兴馆是惠州古代科举制度陈列馆的馆址，于2019年1月30日上午9时正式向公众开放游览。该馆的主题为“宾兴鹿鸣”。

#### 展览
惠州古代科举制度陈列馆初时设有宾兴馆与惠州科举、中国科举文化源流、惠州科举名人、多媒体互动等四个展区，惟开馆初期仅向公众开放首两个展区。该馆透过大量图片及文献资料呈现中国科举制度的历史，介绍了该制度在古代惠州的发展状况，并展示了当地科举名人的事迹，以“体现惠州崇文厚德的优良传统和地域特色”。
在陈列馆开馆前，惠州市宾兴馆陈列布展工作小组于2018年12月8日至2019年1月25日期间开展了藏品征集活动。最终，该馆首批向公众开放的两个展区共展出约180件（套）反映科举制度的文物，当中包含约50件（套）实物及约130件（套）复制品；除此之外，该馆还展出约15件石碑及牌匾的复制品，其中包括在施工期间被发掘出的一块落款于清光绪三十一年（1905年）的“云阶李公试馆”石碑。除实物展示之外，馆内还设置了不少反映科举制度经典场景的人物蜡像，令游客更直观理解中国科举制度历史，提升游览体验。
2019年12月，该馆被重新划分为中国科举源流与惠州、惠州古代“宾兴礼”、科举文化与惠州、惠州科举名人、多媒体互动等五个展区，并全面向公众开放。

#### 开放安排
一般安排
该馆现时于每星期二至日9时至18时向公众开放，逢星期一闭馆。该馆现时为免费开放场馆，但不提供停车场所，因此运营方建议参观者利用公共交通前往。
特别安排
2019冠状病毒病疫情期间，该馆于2020年1月24日起与其余市直文化、体育、宗教场所一同暂停开放。5月15日，该馆开始实施有限度开放措施，于每周二至日9时至17时开放全部展览区域；参观者需凭线上预约凭证及“粤康码”入馆，且任意时间点均只允许不超过20名参观者同时在馆。

## 行经公共交通
轨道交通
- 广惠城际铁路西湖东站[29]

公交车
- 西湖东城轨站[33][39]：惠州西湖接驳A、惠州西湖接驳B、2、5、7、8、10、11、13、17、18、19、21、25、38、41、209快
- 第十一小学[40]：15、24、38